# 霍尔考伊·哲尔吉
霍尔考伊·哲尔吉（匈牙利語：Horkai György，1954年7月1日—），匈牙利男子水球运动员。他曾代表匈牙利参加1976年和1980年夏季奥林匹克运动会水球比赛，共获得一枚金牌和一枚铜牌。